# Omomyoidea
Omomyoidea představují nadčeleď pravých primátů (euprimátů). Společně s adapoidními primáty (Adapoidea) patří mezi nejstarší známé euprimáty. Tato skupina se ve fosilním záznamu poprvé objevuje ve spodním eocénu, úspěšně se vyvíjela v průběhu celého eocénu a vymizela až ve spodním oligocénu. Fosilní nálezy pocházejí ze Severní Ameriky, Asie, Evropy, možná i ze severní Afriky.

## Systematika
Podle tradiční definice představují adapoidi eocenní lemury, zatímco omomyiodi eocenní nártouny (Tarsiiformes). Omomyoidi bývají často řazeni coby čeleď Omomyidae přímo jako sesterská skupina k čeledi nártounovití (Tarsiidae), dohromady pak tvoří klad Tarsiiformes. Takováto definice ale nemusí být přesná, protože obě skupiny jsou zřejmě primitivnější než moderní poloopice, a je lépe je tedy klasifikovat jako primitivní kmenové strepsirhinní (adapoidi) a haplorhinní (omomyoidi) primáty.
Vztah omomyoidů k nártounům není zcela jednoznačný; některé z podobností s moderními nártouny nemusejí být průkazné, naopak chybí určité charakteristické rysy uší, očnic, čenichu a kostry, které se objevují u současných nártounů. Navzdory těmto nejasnostem většina vědců omomyoidy spolu s nártouny a vyššími primáty (Anthropoidea) řadí na základě společných rysů mezi haplorhinní primáty, vztahy mezi těmito skupinami ještě zbývá určit.
Fleagle (2013) řadí omomyoidní primáty do nadčeledi Omomyoidea a vlastního monotypického podřádu Omomyiformes v rámci haplorhinních primátů. V rámci nadčeledi Omomyoidea hodnotí čeledi Omomyidae a Microchoeridae. Omomyidae představují rozmanitou skupinu s velmi různorodými adaptacemi. Dělí se na velké množství rodů, které jsou řazeny do dvou podčeledí: archaické podčeledi Anaptomorphinae, která představuje pravděpodobně nejprimitivnější omomyoidní primáty, a pokročilejší podčeledi Omomyinae. Čeleď Microchoeridae je evropská poměrně specializovaná čeleď, tvoří ji méně rodů. Fleagle mezi omomyoidní primáty řadí ještě čeleď Archicebidae, s jediným známým druhem Archicebus achilles, který pochází z nejranějšího čínského eocénu. Archicebus představuje bazálního haplorhinního primáta.
V některých případech se k omomyoidům řadí některé rody incertae sedis. Za zmínku stojí pozdně paleocenní Altiatlasius (Maroko) a raně eocenní Altanius (Mongolsko), co sem bývají někdy řazeni. Altanius je považován za společného předka adapoidů a omomyoidů, avšak afinity obou rodů jsou i vzhledem k omezenému fosilnímu materiálu nejasné.

## Popis
Omomyoidní primáti představovali menší druhy, většina zástupců nedosahovala hmotnosti 0,5 kg, avšak některé pozdější formy dosáhly hmotnosti 2,5 kg. Vzhledem se podobali kombám či nártounům, typicky měli krátký čumák. Nejprimitivnější omomyoid, Teilhardina, se ještě podobá raným adapoidům zubní morfologií a primitivním zubním vzorcem 2.1.4.3, ostatní linie se vyznačují redukcí a reorganizací chrupu. Omomyoidi se vyznačovali velkými řezáky a malými špičáky. Stoličky měly buď ostré vysoké hrbolky anebo byly relativně ploché, což by ukazovalo na krmení se hmyzem anebo ovocem. Vzhledem k očnicím směřujícím dopředu se zdá, že se omomyoidům vyvinulo stereoskopické vidění. Kostra vykazuje adaptace pro lezení i skákání z větve na větev, palce a prsty umožňovaly dobrý úchop.